# Vagon za zabojnike
Vagon za zabojnike (ang. well car, double-stack car, stack car) je tip železniškega vagona, ki se uporablja za transport intermodalnih zabojnikov (TEU). "Well" vagoni, z nižjim centrom težnosti se uporabljajo večinoma v Severni Ameriki, pa tudi v Avstraliji. Kjer ni elektrificiranih železnic in so predori višji, je možno namestiti en zabojnik nad drugega - t. i. "double-stack. V Evropi se tudi uporablja tudi vagone za zabojnike, vendar tipa ploski vagon ("flatcar") - kjer je možno namestiti samo en zabojnik na vagon.